# 台灣《道路交通管理處罰條例》修法爭議
《道路交通管理處罰條例》主要針對臺灣道路交通用路人違規所列事項罰則。2023年6月時交通部正式推行新制採違規記點，因民眾反應議論，在2024年通過部分修正案。

## 概要
台灣的交通違規，在1996年起將民眾檢舉納入交通治安，藉以分擔執法者勤務。2018年，因民眾檢舉件數比率在近3年平均約在70%，另外因此增加的訴訟不斷，監察院提請警政署與交通部正視民眾檢舉所造成的民眾抱怨問題。在2020年的紀錄，總案件1,464萬件裡有440萬件是來自於民眾分擔檢舉，2021年時，交通部提起將民眾檢舉的法源限縮，引起各界討論。
2023年4月，《道路交通安全管理處罰條例》部分修正案三讀通過，將待一年後於2024年正式上路，另自同年6月30日起正式實施「交通違規新制」。在部分修正案即將上路前夕，其中在公共政策網路參與平台有民眾發起連署「廢止民眾檢舉交通規則制度」，交通部回應，目前社會期待認為民眾檢舉仍是輔助維護交通秩序關鍵，將視環境滾動式修正。
2024年3月，行政院公告修正草案的相關修正內容，包含10類罰鍰1,200元以下違規不開放民眾檢舉，5月14日三讀通過，另開放5項的輕微違規項目可由民眾檢舉。